# Калинино (Бежаницкий район)
Калинино — деревня на юго-востоке Бежаницкого района Псковской области. Входит в состав сельского поселения Лющикская волость.
Расположена в 4 км (или в 9 км по дорогам) к северо-востоку от райцентра Бежаницы.
Численность населения деревни составляет 30 жителей (2000 год).
До 2005 года входила в состав Бежаницкой волости